# Frank Richard Heartz

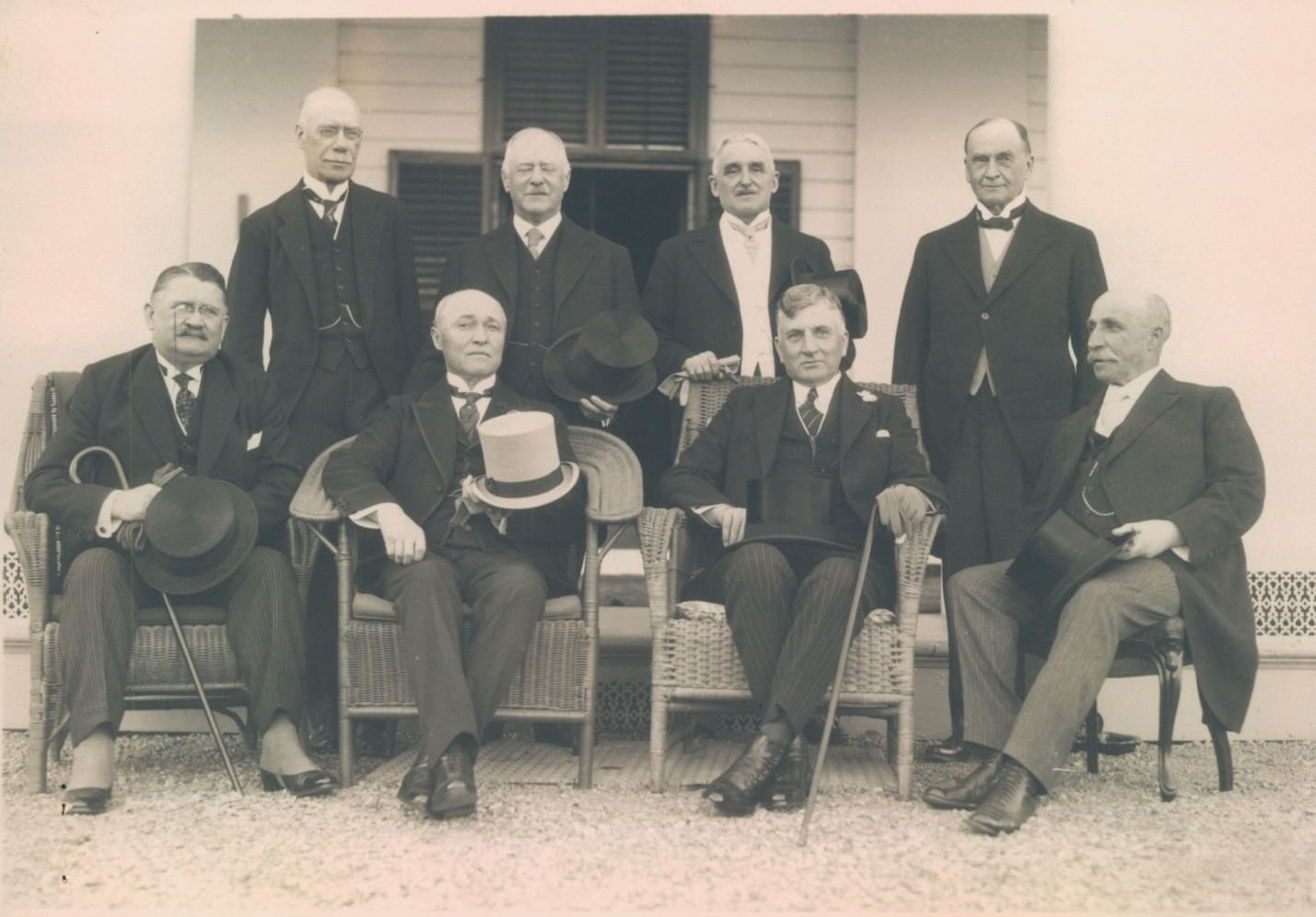
Frank Richard Heartz, Zweiter von rechts (1925)

Frank Richard Heartz (* 7. Januar 1871 in Charlottetown, Prince Edward Island; † 1955) war ein kanadischer Politiker. Von 1924 bis 1930 war er Vizegouverneur der Provinz Prince Edward Island.
Heartz studierte am Prince of Wales College in Charlottetown und am Upper Canada College in Toronto. 1909 kandidierte er für einen Sitz in der Legislativversammlung, wurde aber nicht gewählt. Generalgouverneur Lord Byng vereidigte ihn am 8. September 1924 als Vizegouverneur von Prince Edward Island. Dieses repräsentative Amt übte er bis zum 29. November 1930 aus.